# Athemistus monticola
Athemistus monticola är en skalbaggsart som beskrevs av Blackburn 1894. Athemistus monticola ingår i släktet Athemistus och familjen långhorningar. Inga underarter finns listade.